# Richard O'Connor (calciatore)
Richard O'Connor (Wandsworth, 30 agosto 1978) è un ex calciatore anguillano, di ruolo centrocampista.

## Carriera

### Club
Dal 1996 al 1999 ha giocato nelle giovanili del Wimbledon FC, club della prima divisione inglese, con cui non ha però mai esordito in prima squadra; nella stagione 1999-2000 ha invece segnato 2 gol in 18 partite in Conference League (quinta divisione e più alto livello calcistico inglese al di fuori della Football League) con la maglia del Kingstonian, club con il quale nella stagione in questione ha anche vinto un FA Trophy. Dopo aver trascorso la stagione 2000-2001 in settima divisione al Leaterhead è poi passato all'Hampton & Richmond, con cui ha giocato per due stagioni in sesta divisione (la prima delle quali intervallata da una parentesi al Maidenhead Utd, sempre in questa stessa categoria) e poi per altre due stagioni in settima divisione. Ha poi giocato in sesta divisione anche con le maglie di Hornchurch e Carshalton Athletic, ed infine nuovamente in settima divisione al Leaterhead.

### Nazionale
Con 5 reti detiene il record di marcature con la nazionale anguillana, alla pari con Girdon Connor.

## Palmarès

### Club

#### Competizioni nazionali
- FA Trophy: 1

Kingstonian: 1999-2000